# 弗朗西斯科·韦内泽音乐学院
“弗朗西斯科·韦内泽”意大利罗维戈国立音乐学院是一所位于意大利罗维戈的高等音乐学院。（意大利语：Conservatorio Francesco Venezze di ROVIGO）

## 历史

### 起源
罗维戈音乐学院的历史可以追溯到1970年，当时的意大利教育部长里卡多·米萨西(Riccardo Misasi)向罗维戈市长致函，计划在弗拉塔波莱辛 (Fratta Polesine)地区建立维罗纳音乐学院的另一所独立分部。当时的政府派 Làszlò Spezzaferri （1912-1989）考察罗维戈市中心的韦内泽宫Palazzo Venezze，以评估是否适合作为校址。1975年5月，意大利共和国总统乔瓦尼·莱昂内正式批准成立罗维戈音乐学院。
与意大利其他大部分音乐学院（通常以作曲家的名字）的命名方式不同，罗维戈音乐学院以弗朗西斯科·安东尼奥·韦内泽（1792-1864）命名。其原因是音乐学院所在的宫殿直到二十世纪初一直由当地的韦内泽家族居住，直到该家族绝嗣。最后一位继承人玛丽亚·朱斯蒂尼安·韦内泽伯爵夫人将这座建筑遗赠给市政府，希望将其改造为文化机构，并以她父亲的名字（弗朗西斯科·安东尼奥·韦内泽）命名。因其慷慨捐赠了整个建筑群，如今已成为该学院的学术和行政活动中心。

### 关于罗维戈的音乐回忆
罗维戈的音乐精神深深植根于其历史和文化中。安东尼奥·维瓦尔第的 (Antonio Vivaldi) 的康塔塔RV 688 《职责之争》Le gare del dovere （1708年）便体现了这座城市的精神。此外，阿德里亚诺·班基耶里的《老年疯狂》La Pazzia Senile  （1598年）也是以罗维戈为背景进行的创作。传说克劳迪奥·蒙特威尔第的《盛开的玫瑰》(Cantata de Il rosaio fiorito)（1629年）是为庆祝罗维戈行政长官维托·莫罗西尼(Vito Morosini)的儿子的诞生而创作的。
罗维戈还孕育了许多音乐天才，包括复调演奏家安东尼奥·布迪尼（Antonio Burlini，1577-1623）、卡洛·菲拉戈（Carlo Filago，1589-1644）、 小提琴家朱塞佩·托雷利（Giuseppe Torelli，1658-1709）、洛伦佐·巴比罗利（Lorenzo Barbirolli，1798-1867）和作曲家弗朗西斯科·马利皮耶罗（Francesco Malipiero，1824-1887）。
罗维戈的波莱西内地区还诞生了敢于挑战里科尔迪（Ricordi）的歌剧剧本出版商阿蒂利奥·巴里昂（Attilio Barion）、作曲家斯特凡诺·戈巴蒂（Stefano Gobatti）以及钢琴家兼作曲家尼古洛·切莱加（Nicolò Celega，1846-1906）。同样来自该地区的著名反法西斯烈士贾科莫·马特奥蒂也对其时代的音乐生活充满热情：位于他出生地弗拉塔波莱辛 (Fratta Polesine) 的家中保存的一台历史悠久的钢琴 ，他与妻子韦利亚·蒂塔 (Velia Titta)的通信中频繁提及音乐，而他与小舅子著名男中音蒂塔·鲁福 (Titta Ruffo)的深厚友谊也进一步证明了这一点。这些细节都展现了罗维戈丰富的音乐传统和深厚的文化底蕴。

### 历史建筑与音乐厅
除了主教学楼韦内泽宫（Palazzo Venezze）以外，罗维戈音乐学院还拥有三处分散在罗维戈城内的其他教学场所。
- 第一处位于圣阿戈斯蒂诺教堂（Chiesa di Sant'Agostino，1588年），这是费拉拉建筑风格在罗维戈的典范。
- 第二处是曾作为主教府的韦斯科瓦多宫（（Palazzo ex Vescovado，1608年），现为该音乐学院的附属中学，同时也是理论分析、作曲系以及管乐、爵士和流行摇滚系的授课地点。
- 第三处是于2009年落成的“ Auditorium Marco Tamburini ”礼堂，里举办了许多课程、讲座、音乐会，同时也是罗维戈音乐学院学院的礼堂。在主教学楼韦内泽宫的演奏厅内，安装了一台三键盘机械管风琴（Mascioni）。

此外，音乐学院还拥有四架音乐会级三角钢琴，包括两架施坦威（Steinway & Sons）、一架雅马哈（Yamaha）和一台贝森朵夫（Bösendorfer）。这些设施为学院的学术活动和演出提供了卓越的支持。

### 已注册学生
为促进国际交流与合作，该校积极参与了欧盟的伊拉斯谟计划，并与奥地利、比利时、丹麦、芬兰、德国、英国、希腊、波兰、捷克、西班牙、瑞典、土耳其等国的多所高校建立了稳固的合作关系。
截至2024年10月31日，罗维戈音乐学院的注册学生人数为745人。学生的来源包括本地、跨地区以及国际学生，其中国际学生中有相当一部分来自中华人民共和国。
除了常规的教学、创作和研究活动外，学院还为注册学生提供了参与音乐会、室内乐、合唱和戏剧制作的机会，这些活动遍布整个罗维戈省以及威尼托大区。截至2019年，已有1726名学生从罗维戈音乐学院毕业。

## 大学基础设施

### 图书馆

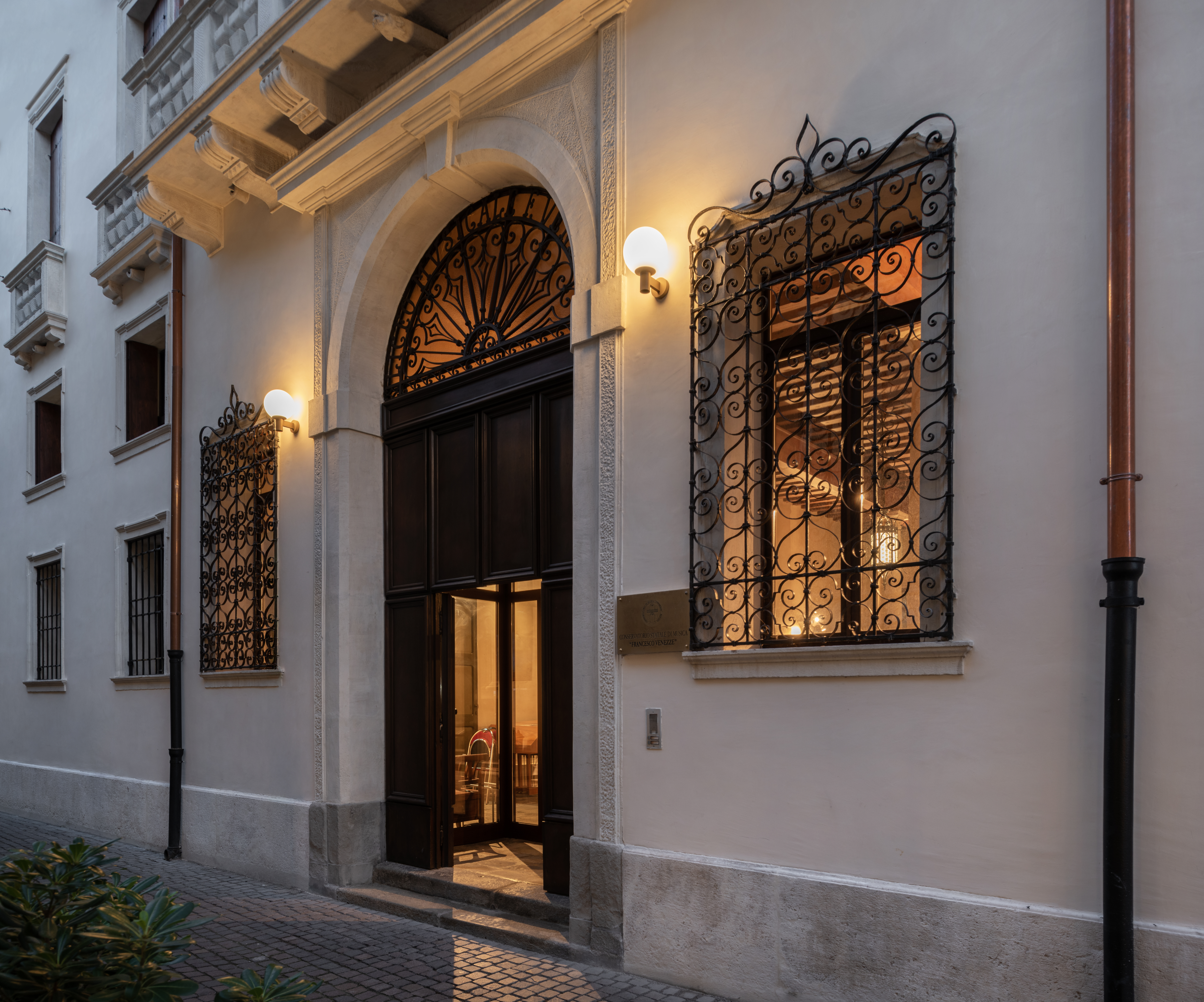
罗维戈音乐学院图书馆的外观

罗维戈音乐学院图书馆作为研究型基础设施，拥有超过30,000册书目，这些资源可通过国家图书馆系统Opac SBN上进行查阅。从2024年起，该馆新开发了数字图书馆（Digital Library）数字图书馆并设有专门的数字实验室，目前已有超过2,000件数字对象可供自由查阅，包括手稿乐谱、印刷乐谱、亲笔信件以及古代和历史音乐文献等。该图书馆内还保存了重要的历史音乐档案，例如：罗维戈波莱西内指挥家费尔南多·普雷维塔利Fernando Previtali的档案，以及在第二次世界大战期间曾被关押在意大利法西斯集中营的奥地利犹太作曲家库尔特·索南菲尔德Kurt Sonnenfeld的私人图书馆藏等。此外，图书馆收藏了大量的自动钢琴卷，其中一些是录制于1920年至1929年间，由著名钢琴家演奏，包括：列夫·皮什诺夫Lev Pyšnov、约瑟夫·霍夫曼Józef Hofmann 、 伊格纳兹·弗里德曼Ignaz Friedman、 Arthur Rubinstein 。
2024年，图书馆新增了两个特别藏书主题专区：
- 第一个主题为东方之门（Porta orientalis） ，由数百本中文音乐学文献组成.[7]
- 第二个主题为受迫害的音乐（Musica perseguitata） ，包含大量国际专业音乐学文献，聚焦于因政治迫害而受影响的音乐和音乐家。

### 电子音乐设备
圣阿戈斯蒂诺教堂（Chiesa di Sant’Agostino）建于1588年，由来自蒙特奥尔托内（阿巴诺）圣奥古斯丁隐修会的修士们建造，是废弃宗教建筑功能性再利用的典范。如今，这里是电子音乐系和影像配乐作曲系的教学场所。得益于不断扩充的先进数字和电子设备，该教堂现成为音乐会音频和视频录制的理想场地。

## 研究与创造

### 研究博士学位
根据2024年2月21日意大利大学与研究部第470号法令，音乐学院首次获得了博士研究课程的认证资格。罗维戈音乐学院设立了以下两个博士课程（第XL周期 （页面存档备份，存于））
- “意大利钢琴音乐” （页面存档备份，存于）
- “受迫害的音乐与音乐遗产” （页面存档备份，存于） ，

此外，学院还与维琴察音乐学院合作，联合开设了第三个博士课程：艺术与文化遗产作为国际研究项目的实践研究工具。 （页面存档备份，存于） 罗维戈音乐学院还作为牵头单位，与帕多瓦大学合作开展了一项关于神经科学的研究项目，该项目由两名研究员负责。这些举措进一步巩固了学院在音乐研究和跨学科合作领域的领先地位。

### 荣誉与贡献
罗维戈音乐学院以其各部门丰富多彩的活动、节日和系列演出而独具特色。
- 自1996年至今，学院一直举办音乐，绘画-音乐与诗歌 的系列音乐会项目，向罗维戈市民开放，目前这些活动由学生在合奏音乐教授的指导下组织。[10] 1996年至2024年间，共有515名学生和181名教师参与了该系列音乐会。
- 自2016年起，学院每年举办“马尔科·坦布里尼全国比赛”，以纪念英年早逝的小号手，并作为爵士系每年的年度音乐活动。
- 过去十年以来，该音乐学院一直积极开展开展了规模宏大且形式多样的“韦内泽管弦乐团项目”。
- 在COVID-19大流行期间，音乐学院组织了一系列在线课程，随后由教师和学生共同编辑出版了相关书籍。[11]
- 自2022年起，学院开始举办“保罗·安布罗索全国吉他比赛”。
- 2023年，学院还推出了多个新活动，包括通过大师班、与知名音乐家的交流以及师生音乐会形式开展的流行摇滚音乐节（Pop Rock Festival）、作曲对话节（Dialoghi）和罗维戈钢琴节（Rovigo Piano Festival），其中钢琴节以意大利音乐为主题，呈现专题性演出。
- 学院还与多家机构展开合作，例如：与社会剧院（Teatro Sociale）合作，声乐系、学院管弦乐团和古乐系参与其中。特别是由费德里科·古列尔莫（Federico Guglielmo）执导、该学院巴洛克小提琴系学生参与的乔瓦尼·阿尔贝托·里斯托里（Giovanni Alberto Ristori）的歌剧《皮格马利翁》（Pigmalione）荣获2024年阿比亚蒂奖（Premio Abbiati），此奖项在意大利音乐史上极具影响力。
- 与韦内泽音乐协会和音乐项目Rovigo Cello City的合作。
- 在Erasmus+计划框架下，学院参与了国际项目“Soundtrack Europe”，并为电影《Snot & Splash》（2023年）创作了配乐。

## 音乐学院的管风琴
罗维戈音乐学院的其中一间教室内所安装的一台教学用管风琴是由阿齐奥（阿齐奥，VA）的马斯奇奥尼公司（Mascioni）于1981年建造的延伸式管风琴，基础部分包括73根低音管（8’音栓）和61根主音管（4’音栓）。
而在学院主教学楼韦内泽宫的音乐厅中，则安装了一台音乐会专用管风琴，同样由马斯奇奥尼公司于1983年建造（作品编号1064）。这台乐器采用机械传动系统，配备三键盘和32音符的凹弧形踏板，专为音乐会演奏设计。
- 管风琴由键盘和踏板、六个可编程电子组合、渐强和表情踏板之间的所有组合组成。

## 院系

### 系
音乐学院分为以下部门：
- 声乐系;
- 音乐教育系;
- 爵士系;
- 流行-摇滚系；
- 电子音乐和应用于图像的音乐创作系；
- 弦乐系；
- 管乐系；
- 键盘和打击乐器系；
- 理论与分析、构成与方向；
- 古音乐系；
- 音乐学系；
- 合奏音乐系

### 音乐学院历任院长
- Làszlò Spezzaferri（1970-1974，维罗纳音乐学院院长）
- Riccardo Castagnone（1974-1976，帕尔马音乐学院院长）
- Gian Franco Piva (1976-1977)
- Bianca Maria Furgeri (1977-1979)
- Angelo Bellisario (1978-1979)
- Domenico Serantoni (1979-1980)
- Valeria Baruchello Laganà (1980-1981；1983-1996)
- Efrem Casagrande(1981-1982)
- Luigi Andrea Gigante (1982-1983)
- Massimo Contiero (1996-2004)
- Luca Paccagnella (2004-2010)
- Vincenzo Soravia（2010-2016；2021-2024）
- Giuseppe Fagnocchi (2016-2019)

### 音乐学院历任主席
- Mario A. Pasqualini (1976-1977；1981-1982)
- Roberto Rigolin (1982-1984)
- Enrico Zennaro (1987-1990)
- Ennio Raimondi (1990-2002)
- Ilario Bellinazzi (2002-2013)
- Fausto Merchiori (2013-2016)
- Lorenzo Liviero(2016-2019)
- Fiorenzo Scaranello (2019-2022)
- Maria Grazia Faganello (2022-)

### 腳註
1. ↑  . Rovigoinfocitta.it. 2025-02-27  [2025-03-05]. （原始内容存档于2025-01-26） （it-IT）.
2. ↑  Lodispoto, Terenzio Sacchi. . www.flaminioonline.it.   [2025-03-05]. （原始内容存档于2025-04-29） （意大利语）.
3. ↑  . iltaccodibacco.it.   [2025-03-05]. （原始内容存档于2025-04-29） （意大利语）.
4. ↑   (PDF). www.magiadellopera.com.   [2025-03-05]. （原始内容存档 (PDF)于2025-03-15）.
5. ↑  一架 19 世纪的奥地利产古钢琴（Friedrich Hoxa，约 1830 年）和一架 20 世纪初的德国立式钢琴, Du Yuqi, Partito da Rovigo con le scarpe nuove. Esperienze di musica nella famiglia di Giacomo Matteotti. Dai carteggi e nel rapporto con Titta Ruffo, diss., rel. Raffaele Deluca, Rovigo, Conservatorio, 2024.
6. ↑  Giuseppe Fagnocchi. . Adria: Apogeo. 2019. ISBN 978-88-99479-55-8.
7. ↑  Yuan, Shujie, Porta orientalis. La nuova sezione di letteratura musicale in lingua cinese del Conservatorio di Rovigo, relatore Raffaele Deluca, Rovigo, Conservatorio, 2024
8. ↑  . www.cassiciaco.it.   [2025-03-05]. （原始内容存档于2025-04-29）.
9. ↑  . www.ilgazzettino.it. 2024-07-28  [2025-03-05]. （原始内容存档于2025-04-29） （意大利语）.
10. ↑  Bruscagin, Beatrice. . Rovigo: Duepunti. 2024.
11. ↑  Kammermusik. Prove per una didattica a distanza di repertori cameristici in epoca COVID. Adria Apogeo, 2021

### 書目
- . Adria: Apogeo. 2019. ISBN 978-88-99479-55-8.
- . Rovigo: Accademia dei Concordi. 2007. ISBN 978-88-902722-0-2.
- . Rovigo: [S.n.] 2002.
- . Rovigo: [S.n.] 1991.
- . Rovigo: Duepunti. 2024.
- Giuseppe Fagnocchi, Primo incontro del Dottorato di Ricerca Musica perseguitata e Patrimoni musicali, Rovigo, Conservatorio, 2025. ISBN 979-12-210-9525-8.